# Eulithis excelsa
Eulithis excelsa är en fjärilsart som beskrevs av Sterzli 1934. Eulithis excelsa ingår i släktet Eulithis och familjen mätare. Inga underarter finns listade i Catalogue of Life.